# Schloss Niederfellabrunn
Schloss Niederfellabrunn (auch: Schloss Praunsberg) ist eine Schlossanlage in der Ortschaft Niederfellabrunn der Gemeinde Niederhollabrunn im Bezirk Korneuburg in Niederösterreich. Das Bauwerk steht unter Denkmalschutz (Listeneintrag).

## Lagebeschreibung

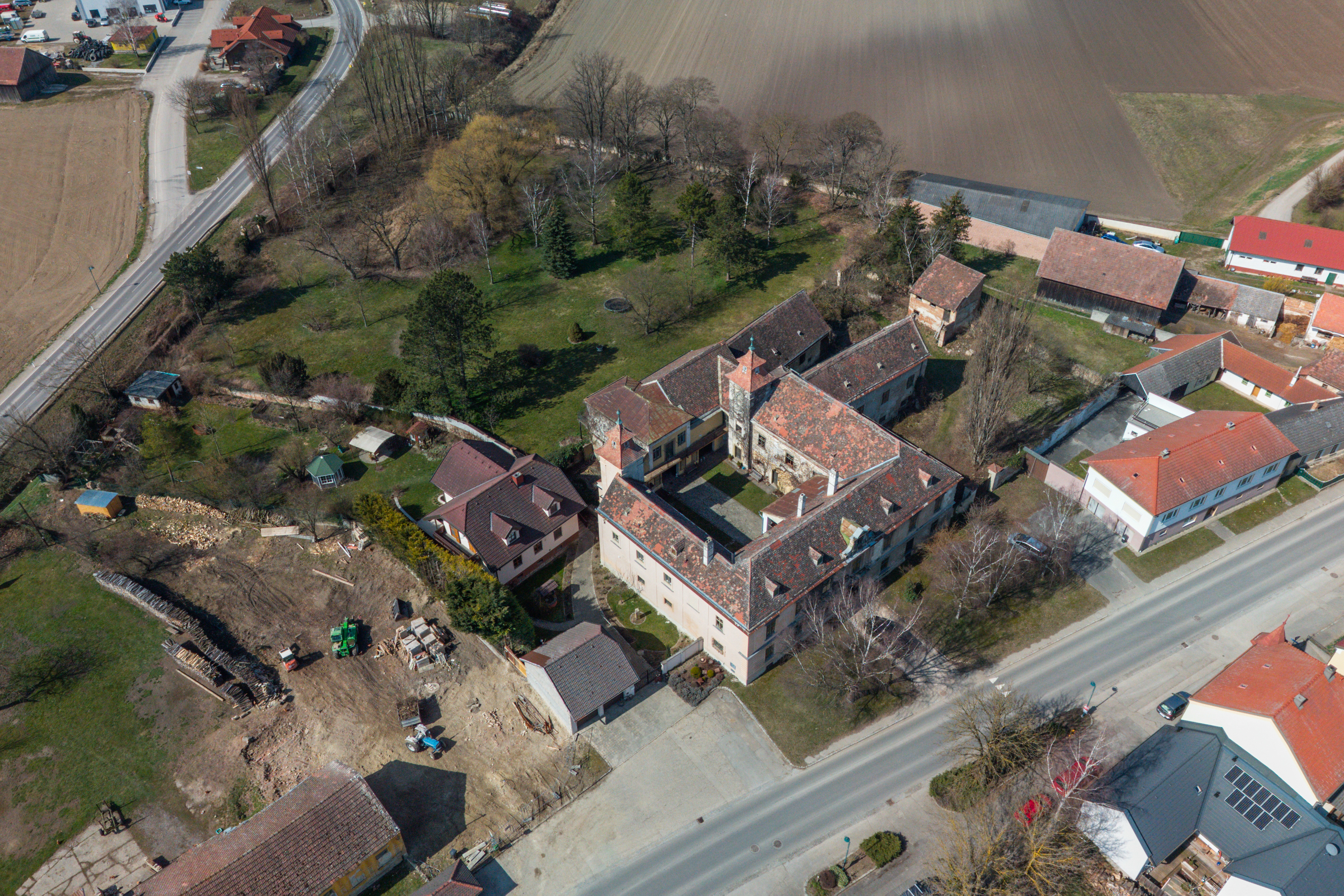
Schloss Niederfellabrunn aus der Luft

Das Schloss Niederfellabrunn steht an der Hauptstraße am östlichen Ortsrand von Niederfellabrunn, das nördlich des Gemeindehauptortes Niederhollabrunn liegt.

## Geschichte
In den Jahren 1115 bis 1120 scheint ein Vdelscaleus de Weluarenbrunnen auf. Das Geschlecht der Fellabrunner starb 1506 mit Wigelius aus. Die Herrschaft Maissau verlegte vor dem Jahr 1500 den Verwaltungssitz vom heute verödeten Praunsberg nach Niederfellabrunn. Aus diesem Grund wird das Schloss bis heute auch Praunsberg genannt. In  der ersten Hälfte des 17. Jahrhunderts gelangte das Schloss durch Heirat in den Besitz von Sebastian von Abensperg-Traun. Abermals durch Heirat gelangte das Schloss im Jahr 1654 in den Besitz von Siegmund von Lamberg. Die nachfolgenden Schlossherren waren Enckevoirt, die Prenner vom Flamberg sowie Graf Johann Nepomuk Wilczek. 1889 erwarb es die Industriellenfamilie Himmelbauer aus Stockerau und seit 1968 ist das Schloss im Besitz der Familie Rosskopf.
Das Schloss war ursprünglich eine U-förmige Schlossanlage aus dem 17. Jahrhundert, die im 18. Jahrhundert um einen westlichen Trakt erweitert und im 19. Jahrhundert verändert wurde. Früher gehörte auch eine 1678 errichtete Kapelle zur Schlossanlage.

## Architektur
Das Schloss ist ein barocker zweigeschoßiger Vierflügelbau um einen Rechteckhof. Die östliche Eingangsfront liegt unter einem Walmdach mit Dachhäuschen. Die östliche Fassadenfront hat sieben Fensterachsen. Das Erdgeschoß ist rustiziert, die Ecken gequadert. Die Mittelachse führt durch den Dachgiebel, der mit eingeschlagenen Flanken und Ecklisenen betont wird. Das Portal ist pilastergerahmt. Darüber ist ein gesprengter Segmentbogengiebel. Die Türblätter stammen aus dem 19. Jahrhundert. Die Seitentrakte des Schlosses sind lisenengegliedert. Die Einfahrt ist kreuzgratgewölbt. Die Hoffassade ist im Obergeschoß lisenengegliedert. In der Südwest- und Nordwestecke sind Türmchen mit Ecklisenen und ovalen Blendfenstern. Die Mansardwalmdächer sind gestuft.
Die kreuzgratgewölbten Erdgeschoßräume stammen aus dem 17. Jahrhundert.